# Microcebus jollyae
Microcebus jollyae is een zoogdier uit de familie van de dwergmaki's (Cheirogaleidae). De wetenschappelijke naam van de soort werd voor het eerst geldig gepubliceerd door Louis et al. in 2006.

## Kenmerken
Deze soort is waarschijnlijk het nauwste verwant aan enkele onbeschreven soorten. De soort is genoemd naar Dr. Alison Jolly, die lange tijd als onderzoeker op Madagaskar heeft gewerkt. De rug is roodbruin. De buik is grijs. In de buurt van de ogen zit een kleine witte vlek. Het gewicht bedraagt ongeveer 60 gram.

## Voorkomen
De soort komt voor in Mananjary en Kianjavato in de provincie Fianarantsoa op Madagaskar. 